# Cristalina Atlético Clube
Cristalina Atlético Clube é um clube de futebol brasileiro, sediado em Cristalina, em Goiás.
Fundado em 1952, suas cores são o vermelho, o branco e o preto e suas partidas ocorrem no Estádio Municipal Salvador Amado, que possui capacidade para 5.000 torcedores.

## Cronologia
- 1991 - Participou, pela primeira vez, do campeonato goiano da segunda divisão.
- 1994 - Ficou em terceiro lugar na segunda divisão, porém, por alguns problemas, acabou pedindo licenciamento à Federação Goiana de Futebol.
- 2009 - Quinze anos depois, o clube disputou a terceira divisão do campeonato goiano, sendo vice-campeão e obtendo o acesso à segunda divisão de 2010.[7]
- 2010 - O clube disputou a segunda divisão do campeonato goiano.
- 2011 - Foi suspenso.[8]